# Pallacanestro agli Island Games 2007
Il torneo di pallacanestro agli Island Games 2007 , si è svolto a Rodi, nel 2007.

## Medagliere
| Posiz. | Nazione                    | Oro | Argento | Bronzo | Totale |
| ------ | -------------------------- | --- | ------- | ------ | ------ |
| 1      | Minorca                    | 2   | 0       | 0      | 2      |
| 2      | Bermuda                    | 0   | 1       | 1      | 2      |
| 3      | Isola del Principe Edoardo | 0   | 1       | 0      | 1      |
| 4      | Rodi                       | 0   | 0       | 1      | 1      |
| Totale | Totale                     | 2   | 2       | 2      | 6      |